# Полівалентні йодоорганічні сполуки

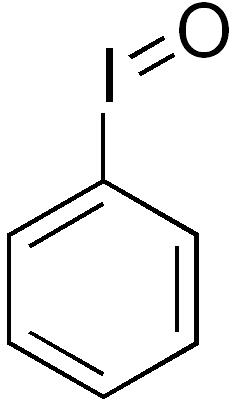
Йодозобензен

По́лівале́нтні йодоргані́чні сполу́ки — великий клас сполук, органічних похідних йоду у ступенях окиснення (III), (V) та (VII).  Одним з найпростіших представників λ3-йоданів є йодозилбензен. Одним з найпростішіх представників λ5-йоданів є йодилбензен.

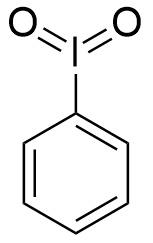
Йодилбензен

## Номенклатура
Більшість полівалентних іодоорганічних сполук є гіпервалентними сполуками (сполуками з розширеним октетом). Найбільш адекватно класифікувати гіпервалентні йодоорганічні сполуки можна за допомогою N-X-L позначення Мартіна-Ардуенґо, в якому N позначує формальну кількість валентних електронів навколо центрального атому, X позначує кількість неподілених електронних пар та сігма-зв'язків та L позначує кількість лігандів. Стосовно солей йодонію, що формально не є гіпервалентними сполуками, це позначення не вживається.
  
Більшість полівалентних іодоорганічних сполук зі ступенями окиснення (III) та (V), зокрема солі йодонію, мають за рекомендацією IUPAC також назви λ3-йоданів та λ5-йоданів відповідно.  Згідно з цією номенклатурою цифри 3 та 5 позначають кількість валентних зв'язків - ковалентних, або йонних - навколо центрального атому. 
У минулому вживалися назва "йодинани" для сполук з ступенем окиснення (ІІІ) та "перйодинани" для  сполук з ступенем окиснення (V).
Важливо зазначити, що стосовно деяких поширених класів полівалентних органічних сполук, ламбда-номенклатура не вживається. Зокрема стосовно сполук що містять групи -I(OH)2, -I=O, -I=O2, або їхні похідні. Додатково деякі полівалентні йодоорганінічні сполуки мають широковживані тривіальні назви. Наприклад, широковживаною назвою йодозилбензена є йодозобензен.

## Історія
Цей клас налічує величезну кількість різноманітних сполук. Вперше органічні речовини, що містять йод зі ступенем окиснення (ІІІ)та (V) описані у 1885 році Вілгеродтом, що зробив перший огляд цієї галузі хімії в 1914 році. Протягом наступних ста років було видано 4 книги,  12 всеобічних оглядів галузі та нечисленну кількість оглядів, присвячених специфічним питанням, пов'язаним з цими речовинами.

## Загальні властивості
Станом на 2008 рік стверджується, що достатню стабільність мають полівалентні йодорганічні сполуки з ароматичними замісниками, за винятком невеликої кількості сполук з алкильними замісниками, що стабілізовані електронегативними атомами, наприклад з перфтороалкилами. Всі поливалентні іодоорганічні сполуки можна поділити на λ3-йодани та λ5-йодани. λ3-йодани мають загальну будову у вигляді деформованої трикутної піраміди з двома гетероатомами в апікальних вершинах, та двома електронними парами і органічним замісником в екваторіальній площі. Йодонієві солі, з двома органічними замісниками та одним гетероатомом, теж мають будову деформованої біпіраміди та відносяться до λ3-йоданів. λ5-йодани мають форму деформованого октаедра з неподіленою електронною парою в одній апікальній вершині, органічний замісник в другій апікальній вершині, та чотири гетероатоми в екваторіальній площині.  

## Важливі представники
Перйодат Деса-Мартіна, Реагент Козера